# Jespák šedý
Jespák šedý (Calidris temminckii) je malý druh jespáka z podřádu bahňáků. Na první pohled připomíná podobného jespáka malého, od něhož se liší světlýma nohama, bílými krajními ocasními pery a úplnou páskou na hrudi ve všech šatech. Hnízdí v tajze a tundře, zimuje hlavně v Africe. Na tahu se v Česku objevuje pravidelně na jaře i na podzim, výjimečně také v létě.

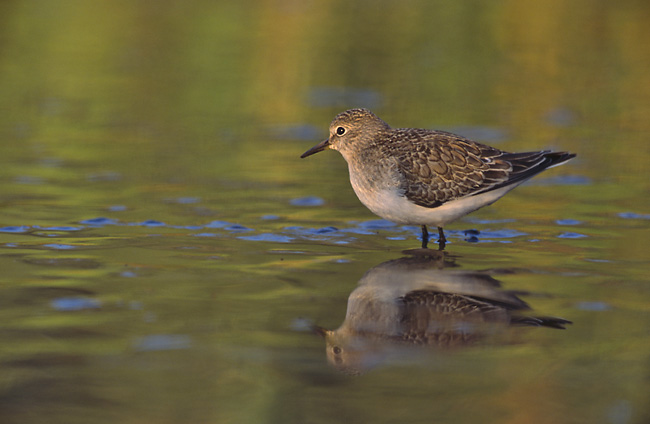
Mladý pták
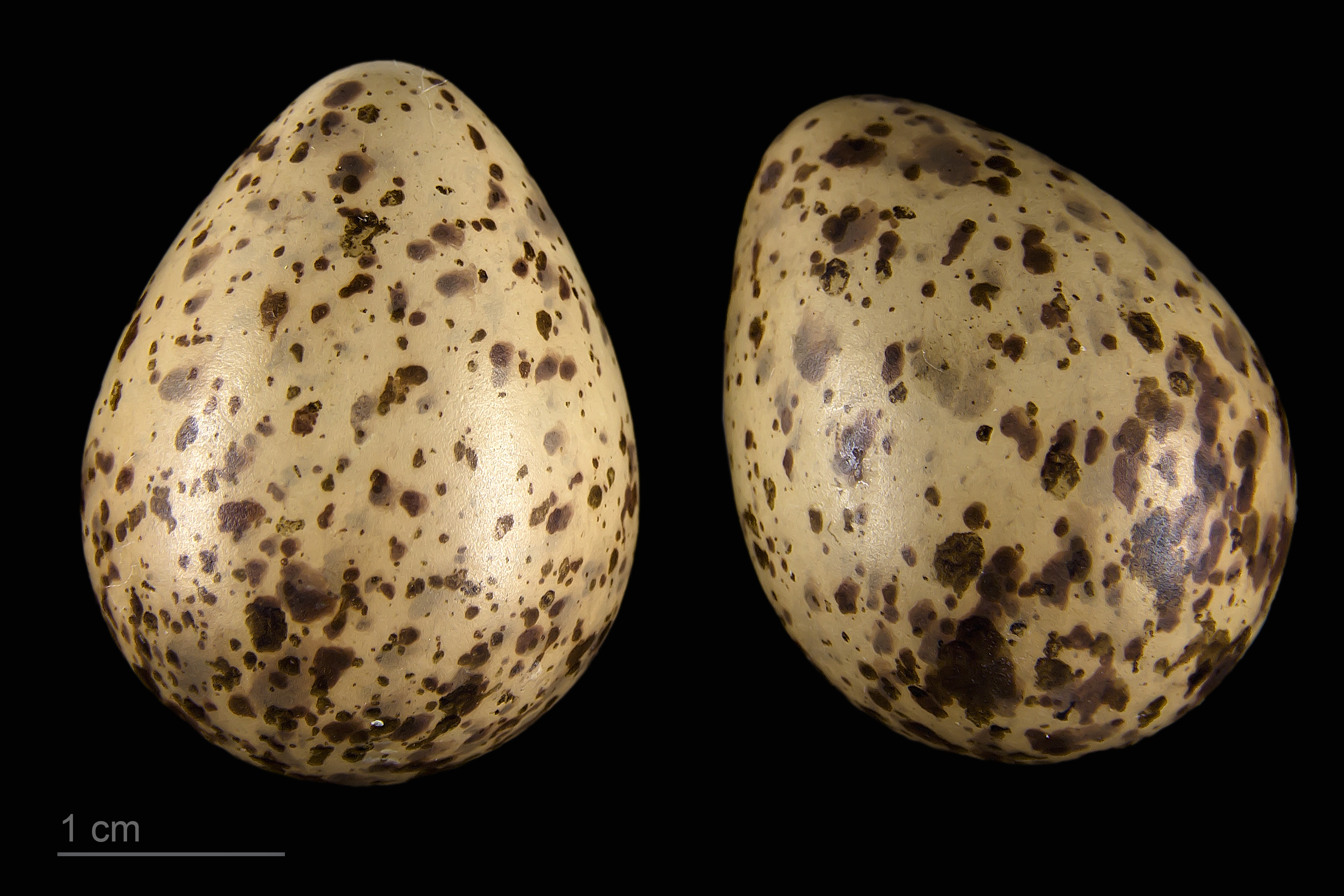
Vejce jespáka šedého (Calidris temminckii)